# 金曜ドラマ (NHK)
『金曜ドラマ』（きんようドラマ）は、1992年4月から1993年3月、2009年4月から2010年3月にNHK総合テレビで放送された連続ドラマ枠である。

## 概要
1992年度に30分間の連続ドラマとして放送され、その後廃枠となっていた。これは19時30分から20時45分に放送された時代劇とのコンプレックスの第2部という位置づけで、20時15分からの放送であった。その後、金曜日の現代劇ドラマは一旦途絶えたが、2000年度に『ドラマ家族模様』として21時台に放送。その後時代劇と枠を入れ替える形で月曜日の『月曜ドラマシリーズ』に移動したため1年で廃止された。

### 枠の復活
2009年度の番組編成で、当枠が家族模様から数えて9年ぶりに復活されることになり、22時台で45分間放送されることになった。これにより、同時間で放送してきた『スポーツ大陸』は、月曜日の22:45 - 23:30枠へと移動し、同時間帯で月1回ペースでの不定期放送となっていた単発特別番組枠『プレミアム10』は完全終了となる。今回は主に30-40代の女性を主要な視聴者層として位置づけて、最近のトレンドを反映した情報番組の要素を絡ませて展開する作品を送る。原則として短編か中篇（3-6回程度）が主で、海外もの以外では1クール（10回前後）以上の長編の放送はなかった。
これらの体裁のドラマとしては2000年度と2001年度に放送された『ドラマDモード』と、それを発展解消し2002年度から2005年度に放送された『よるドラ』のシリーズからの系譜でもある。ただし2009年6月19日から7月31日までの期間は、韓国ドラマ『スポットライト』の前編（第1話 - 第7話）が放送された。2010年1月から後編（第8話 - 第16話）が放送された。
なお、『連続テレビ小説』や大河ドラマではNHK各放送局、またはグループの番組制作会社であるNHKエンタープライズによる自主制作がほとんどであるのに対し、当ドラマ枠では外部の番組制作会社との共同制作をとる作品が多い。近年のNHK新番組開発の傾向である、NHK関連団体（NHKエンタープライズ、NHKエデュケーショナル、NHK情報ネットワークなど）の協力を仰がず、直接外部会社と共同製作する「外注」の一種でもある。しかしその反面、土曜ドラマや、過去の夜の帯ドラマ（銀河テレビ小説他）に見られる東京以外の地方局制作の作品は一本もなかった（ただし、1本だけNHK放送センターの自社製作がある）。詳細は作品一覧を参照。ドラマ8でも同様の方針をとっている。
2010年度の番組編成で同枠は再び終了。『ドラマ8』と形式上統合し、『ドラマ10』として火曜22時に移設される。
2016年度の改編により、『ドラマ10』枠が火曜日から金曜日に移設されたため、6年ぶりに金曜22時での連続ドラマが復活する。
なお、NHKの連続ドラマの多くでは視覚障害者対応のため、デジタル放送ステレオ2（『連続テレビ小説』、および視覚障害者を扱う作品はアナログ副音声も）で解説放送をしているが、『金曜ドラマ』では実施されなかった（2010年に統合移設された『ドラマ10』も同年度は同様）。

## 放送時間
※表記はすべて日本時間とする。
- 1992年4月 - 1993年3月：毎週金曜20:15 - 20:45
- 2009年4月 - 2010年3月：毎週金曜22:00 - 22:45（総合テレビ、実際は22:43までの放送）、毎週月曜18:00 - 18:45（BSハイビジョン　総合テレビから3日遅れ）

## 放送された作品

### 1992年
- 4月 - 6月：六畳一間一家六人
- 9月 - 11月：ママの転勤

### 1993年
- 1月 - 3月：包丁いっぽん〜夢、みてますか

### 2009年
- 4月 - 5月：コンカツ・リカツ - 東北新社制作
- 5月 - 6月：ツレがうつになりまして。 - テレビマンユニオン制作[1]
- 6月 - 7月：スポットライト 前編〔第1話 - 第7話〕 - 韓国MBC制作[2]
- 8月 - 10月：派遣のオスカル〜少女漫画に愛をこめて（このシリーズで唯一のNHK放送センター完全自主制作）
- 10月 - 12月：行列48時間 - 共同テレビジョン制作
- 12月：シスター - テレパック制作[3]

### 2010年
- 1月 - 3月：スポットライト 後編〔第8話 - 第16話〕 - 韓国MBC制作